# Siphonaria tasmanica
Siphonaria tasmanica är en snäckart som beskrevs av Julian Edmund Tenison-Woods 1877. Siphonaria tasmanica ingår i släktet Siphonaria och familjen Siphonariidae. Inga underarter finns listade i Catalogue of Life.